# Uova d'oro
Uova d'oro (Huevos de oro) è un film del 1993 diretto da Bigas Luna.

## Trama
Benito e Miguel sono militari-carpentieri a Melilla, nel Marocco spagnolo. Benito, un grande fan di Julio Iglesias, sognava di costruire la torre più grande della città. Rita, sorella del loro collega Mosca, è l'amante di Benito ma col passare del tempo prova una forte attrazione per Miguel. Dopo una notte passata assieme, tra Miguel e Rita, Benito capisce tutto e litiga con entrambi. Benito ha la peggio e torna in Spagna con il suo amico Mosca, dove tenta di diventare un grande costruttore di grattacieli.
L'intento di Benito sembra realizzarsi quando conosce Gil, un ricco finanziere che lo aiuta nell'edificare la monumentale "Torre González" che doveva essere la più lunga in tutta la città di Benidorm, con un grande simbolo fallico del potere in cima. Intanto ha conosciuto in un bar Claudia, con la quale innesca un rapporto passionale. Benito tenta di sfruttare Gil facendolo sposare con la sua amante Claudia e poi decide di convolare a nozze con la figlia di lui, Marta.
Ormai ricco, Benito rifiuta di prestare del denaro alla sua vecchia fiamma Rita e decide di umiliare Miguel assumendolo nella sua impresa edile come semplice manovale. Intanto Claudia, infatuata del rampante imprenditore e stanca della vita con Gil, finge di essere l'amante di Benito (inserendo nella tasca della giacca di esso un suo reggiseno) al fine di scatenare la gelosia di Marta: dopo lo sconcerto iniziale, tra Marta, Benito e Claudia inizia un rapporto a tre.
Poco dopo Claudia, col permesso di Marta e Benito, inizia a frequentare il muscoloso attore statunitense Bob: nel riaccompagnarli a casa in automobile, Benito ha un incidente nel quale Claudia muore e lui resta semiparalizzato. Tornato in salute, egli apprende con dolore la morte accidentale di Mosca, da qualche tempo capomastro dell'azienda di Gil che, di conseguenza, va in bancarotta.
Triste e non più ricco, Benito conosce in un club notturno Ana con cui va a vivere a Miami, dove lei lo tradisce con il giardiniere Bob: a malincuore egli accetta un nuovo ménage a tre, in cui però deve rinunciare alla sua prepotenza ed al suo maschilismo.